# San Polo d'Enza
San Polo d'Enza är en ort och kommun i provinsen Reggio Emilia i regionen Emilia-Romagna i Italien. Kommunen hade 6 217 invånare (2018).